# Robert Empie Rogers
Pour les articles homonymes, voir Rogers.
Robert Empie Rogers (29 mars 1813 - 6 septembre 1884) est un chimiste américain.

## Biographie
Rogers est né à Baltimore, Maryland, le 29 mars 1813. Le plus jeune de quatre frères, il est d'abord éduqué sous la garde de son père, puis par ses frères aînés. Il est prévu qu'il soit ingénieur civil, et pendant un certain temps, il est assistant dans l'enquête du Boston and Providence Railroad, mais il abandonne cela en 1833.
Il est diplômé du département de médecine de l'Université de Pennsylvanie en 1836, où il suit un cours complet de chimie avec Robert Hare. La pratique active de la médecine ne lui étant pas agréable, en 1836, il est nommé chimiste à l'étude géologique de Pennsylvanie administrée par son frère Henry Darwin Rogers. Il occupe ce poste pendant six ans. En 1841-1842, il est professeur temporaire de chimie à l'Université de Virginie et est élu, en mars 1842, professeur de chimie générale et appliquée et de matière médicale. Il y reste jusqu'en 1852, date à laquelle il est appelé à succéder à son frère James Blythe Rogers comme professeur de chimie à l'université de Pennsylvanie, où il devient doyen de la faculté de médecine en 1856. En 1877, il démissionne de ces postes pour accepter celui de professeur de chimie et de toxicologie à l'Université Thomas Jefferson, qu'il conserve ensuite jusqu'en 1884, date à laquelle il est nommé professeur émérite.
Pendant la guerre civile américaine, il sert comme chirurgien adjoint à l'hôpital militaire de West Philadelphia de 1862 à 1863. Là, il subit un grave accident qui nécessite l'amputation de sa main droite. En 1864, rattrapé par la "fièvre du pétrole" qui déferle sur les États-Unis, il réalise un important investissement dans la Humboldt Oil Company, dont il est l'un des fondateurs. En 1873, l'investissement s'avère être une perte totale, la sienne plus que quiconque puisqu'il en est le principal actionnaire.
Rogers est nommé en 1872 par le département du Trésor des États-Unis comme membre d'une commission chargée d'examiner le département des fondeurs et des raffineurs de la United States Mint à Philadelphie. Il inspecte la Monnaie de San Francisco en 1873, et en 1874 le bureau d'analyse à New York, et par la suite jusqu'en 1879, il est fréquemment engagé dans des commissions gouvernementales pour les différentes monnaies, faisant des rapports précieux, en plus desquels il participe à la commission d'analyse de 1874 à 1879. De 1872 jusqu'à sa mort, il est l'un des chimistes employés par le gas trust de Philadelphie pour effectuer des analyses et des tests photométriques quotidiens du gaz.
Le diplôme de LL. D. lui est conféré par le Dickinson College en 1877. Il est membre du Collège des médecins et chirurgiens, membre de diverses sociétés scientifiques, l'un des fondateurs de l'Académie nationale des sciences et président du Franklin Institute de 1875 à 1879.
Outre divers articles dans les transactions des sociétés dont il est membre et dans des revues scientifiques, il est associé avec son frère James à l'édition d'Elements of Chemistry (Philadelphie, 1846) et édita Physiological Chemistry de Charles G. Lehman (2 vol. ., 1855).
En 1843, il épouse Fanny Montgomery. Elle meurt en 1863 et il épouse Delia Saunders en 1866. Il n'y a pas d'enfants. Il est décédé, à l'âge de 71 ans, à Philadelphie, en Pennsylvanie.